# Hincov potok
Hincov potok (německy Hinzenbach) je potok ve Vysokých Tatrách na západě okresu Poprad na Slovensku. Je to pravá zdrojnice a pramenný tok řeky Poprad. Je dlouhý 4,9 km. Je tokem III. řádu.

## Průběh toku
Odtéká z Veľkého Hincova plesa v nadmořské výšce 1940 m. Protéká Mengusovskou dolinou jihojihovýchodním směrem. Nejprve přibírá zprava Satanův potok z Malého Hincova plesa a následně zleva pravé rameno Žabího potoka. V nadmořské výšce 1541,2 m poté přibírá i jeho levé rameno. Dále pokračuje směrem na jih do Tatranského podhoria, kde se v nadmořské výšce 1302,8 m spojuje s potokem Krupá a vytváří řeku Poprad.